# Maria Wendt

Franz Julius Schönfeld (1851–1932) mit Marie Wendt, Lustspielhaus (Berlin), aufgenommen 1906.

Anna Luise Maria Wendt, auch Marie Wendt, (* 6. Mai 1876 in Bremerhaven; † 1. Juli 1961 in Leipzig) war eine deutsche Schauspielerin.

## Leben
Maria Wendt war die Tochter des Schauspielers Gottfried August Carl Wendt. Ihre künstlerische Ausbildung erhielt sie bei Albert Steinrück. Ihre Karriere begann 1892 am Lobetheater, danach war sie 1893 in Posen, 1894 am Residenztheater in Berlin und ging 1895 erneut nach Breslau. In Breslau war sie auch von 1899 bis 1901 für zwei Spielzeiten fest engagiert. 1902 nahm sie ständigen Wohnsitz in Berlin, von wo sie Gastspielreisen unternahm.
Sie trat noch auf Bühnen in Berlin, Königsberg, Kiel und Essen auf, bevor sie für viele Jahre dem Ensemble der Städtischen Bühnen Leipzig angehörte, wo sie 1959 auch Ehrenmitglied wurde. Wendt galt als ausgezeichnete Charakter- und Mütterdarstellerin. 
Ihr Filmdebüt gab sie wohl bereits 1913 in dem Stummfilm Eva mit Henny Porten in der Hauptrolle. Danach trat er sie erst nach dem Zweiten Weltkrieg in einigen DEFA-Filmen wieder vor die Kamera. Überzeugende späte Filmaufgaben hatte sie als altes Mütterchen in dem Märchenfilm Das Feuerzeug (1959) und als Ost-Umsiedlerin Helene Klimm in dem Zweiteiler Schlösser und Katen (1956/57).
Wendt, die nach Aussagen von Kollegen niemals altern wollte, machte sich in amtlichen Dokumenten um 19 Jahre jünger; als Geburtsjahr gab sie meist 1895 an.
Verheiratet war sie mit dem Schauspieler Rudolf Lettinger.

## Filmografie (Auswahl)
- 1913: Eva (D)
- 1954: Leuchtfeuer (DDR/SWE)
- 1954: Carola Lamberti – Eine vom Zirkus
- 1955: Das Fräulein von Scuderi (DDR/SWE)
- 1956: Mich dürstet
- 1957: Schlösser und Katen
- 1959: Das Feuerzeug
- 1959: Simplon-Tunnel
- 1960: Blaulicht: Die Butterhexe (Fernsehfilm)